# Ashes Tour 2023
Die Ashes Tour 2023 war die Tour der australischen Cricket-Nationalmannschaft, die die 73. Austragung der Ashes beinhaltete, und wurde zwischen dem 16. Juni und 31. Juli 2023 durchgeführt. Die Ashes Series 2023 selbst wurde in Form von fünf Testspielen zwischen England und Australien ausgetragen. Austragungsorte waren jeweils englische Stadien und die Serie ist Teil der internationalen Cricket-Saison 2023 und der ICC World Test Championship 2023–2025. Die Serie endete 2–2 unentschieden, womit Australien die Ashes verteidigte.

## Vorgeschichte
England bestritt zuvor einen Test gegen Irland, Australien das Finale der ICC World Test Championship 2021–2023 gegen Indien. Das letzte Aufeinandertreffen der beiden Mannschaften bei einer Tour fand in der Saison 2022/23 in Australien statt.

## Stadien
Die folgenden Stadien wurden für die Tour als Austragungsort vorgesehen.
| Stadion                     | Stadt      | Kapazität | Spiele  |
| --------------------------- | ---------- | --------- | ------- |
| Edgbaston Cricket Ground    | Birmingham | 24.803    | 1. Test |
| Headingley Stadium          | Leeds      | 17.000    | 3. Test |
| The Oval                    | London     | 23.500    | 5. Test |
| Lord’s Cricket Ground       | London     | 30.000    | 2. Test |
| Old Trafford Cricket Ground | Manchester | 19.000    | 4. Test |

## Kaderlisten
Australien benannte seinen Kader am 18. April 2023. England benannte seinen Kader am 3. Juni 2023.
| Test | Test |
| England | Australien |
| --- | --- |
| - Ben Stokes (K) - Ollie Pope (VK) - Moeen Ali - James Anderson - Jonny Bairstow (wk) - Stuart Broad - Harry Brook - Zak Crawley - Ben Duckett - Dan Lawrence - Jack Leach - Matthew Potts - Ollie Robinson - Joe Root - Josh Tongue - Chris Woakes - Mark Wood | - Pat Cummins (K) - Steve Smith (VK) - Scott Boland - Alex Carey (wk) - Cameron Green - Marcus Harris - Josh Hazlewood - Travis Head - Josh Inglis - Usman Khawaja - Marnus Labuschagne - Nathan Lyon - Mitchell Marsh - Todd Murphy - Matt Renshaw - Mitchell Starc - David Warner |

## Tests

### Erster Test in Birmingham
| 16. – 20. Juni Scorecard | Birmingham | England 393-8d (78) & 273 (66.2) | – | Australien 386 (116.1) & 282-8 (92.3) |
|                          |            | Australien gewinnt mit 2 Wickets |   |                                       |

England gewann den Münzwurf und entschied sich als Schlagmannschaft zu beginnen. Für sie bildeten Zak Crawley und Ben Duckett eine erste Partnerschaft. Duckett erreichte 12 Runs und der ihm folgende Ollie Pope 31 Runs. Daraufhin etablierte sich Joe Root und Crawley verlor sein Wicket nach einem Fift yüber 61 Runs. Der hineinkommende Harry Brook konnte 32 Runs erzielen und Jonny Bairstow ein Fifty über78 Runs. Nachdem Moeen Ali 16 und Stuart Broad 16 Runs erreichten, kam Ollie Robinson auf das Feld. Kurz vor Ende des Tages deklarierte England dann das Innings, wobei Root ein Century über 118* Runs aus 152 Bällen erreicht hatte und Robinson 17* Runs. Bester australischer Bowler war Nathan Lyon mit 4 Wickets für 149 Runs. Bis zum Ende des Tages verlor Australien dann kein Wicket mehr und so endete der Tag beim Stand von 14/0. Am zweiten Tag konnte sich dann Eröffnungs-Batter Usman Khawaja etablieren. An seiner Seite erreichte Steve Smith 16 und Travis Head ein Fifty über 50 Runs. Dem hineinkommenden Cameron Green gelangen 38 Runs, bevor Khawaja zusammen mit Alex Carey den Tag beim Stand von 311/5 beendete. Am dritten Tag verlor Carey sein wicket nach einem Fifty über 66 Runs und nachdem Pat Cummins ins Spiel kam, schied dann auch Khawaja nach einem Century über 141 Runs aus 321 Bällen aus. Pat Cummins verlor dann das letzte Wicket des Innings nach 38 Runs und hatte bis dahin den Rückstand nach dem ersten Innings auf 7 Runs verkürzt. Beste englische Bowler waren Ollie Robinson mit 3 Wickets für 55 Runs und Stuart Broad mit 3 Wickets für 68 Runs. Die englischen Eröffnungs-Batter konnten zunächst 26 Runs erreichen, bevor es zu einer 75-minütigen Regenunterbrechung kam. In den folgenden 20 Minuten verloren dann beide Eröffnungs-Batter ihr Wicket, unter anderem Ben Durckett mit 19 Runs, so dass nach einer erneut einsetzendem Regen der Tag beim Stand von 28/2 beendet wurde. Den vierten Tag begannen Ollie Pope und Joe Root für England. Pope schied nach 14 Runs aus und wurde durch Harry Brook ersetzt. Root verlor sein Wicket nach 48 Runs und Ben Stokes kam ins Spiel. Brook schied nach 46 Runs aus gefolgt von Jonny Bairstow mit 20 Runs. Nachdem Moeen Ali ins Spiel gekommen war, verlor Stokes sein Wicket nach 43 Runs. Ali erreichte dann 19 Runs und Robinson 27 Runs, bevor Stuart Broad und James Anderson eine letzte Partnerschaft formten. Anderson schied dann nach 12 Runs aus, als Broad 10* Runs erzielt hatte und setzte so eine Vorgabe für Australien von 281 Runs. Beste australische Bowler waren Pat Cummins mit 4 Wickets für 63 Runs und Nathan Lyon mit 4 Wickets für 80 Runs. Für Australien begannen die Eröffnungs-Batter Usman Khawaja und David Warner. Warner schied nach 36 Runs aus und der ihm folgende Marnus Labuschagne erzielte 13 Runs. Nachdem Scott Boland ins Spiel gekommen war, endete der Tag beim Stand von 107/3. Am fünften Tag verlor Boland sein Wicket nach 20 Runs, woraufhin Travis Head 16 und Cameron Green 28 Runs erreichten. Khawaja schied nach einem Fifty über 65 Runs aus und nachdem Alex Carey 20 Runs erzielte, konnte Pat Cummins zusammen mit Nathan Lyon die Vorgabe einholen. Cummins erreichte dabei 44* und Lyon 16* Runs. Bester englischer Bowler war Stuart Broad mit 3 Wickets für 64 Runs. Als Spieler des Spiels wurde Usman Khawaja ausgezeichnet.

### Zweiter Test in London
| 28. Juni – 2. Juli Scorecard | London (Lord’s) | Australien 416 (100.4) & 279 (101.5) | – | England 325 (76.2) & 327 (81.3) |
|                              |                 | Australien gewinnt mit 43 Runs       |   |                                 |

England gewann den Münzwurf und entschied sich als Feldmannschaft zu beginnen. Für Australien bildeten die Eröffnungs-Batter David Warner und Usman Khawaja die erste Partnerschaft. Nach dem ersten over kam es zu einer Unterbrechung als Demonstranten das Feld stürmten. Khawaja schied nach 17 Runs aus und wurde durch Marnus Labuschagne ersetzt. Nachdem Warner ein Fifty über 66 Runs erreichte etablierte sich Steve Smith. Labuschagne schied nach 47 Runs aus und der hineinkommende Travis Head konnte mit einem Fifty über 77 Runs aus 73 Bällen das Spiel beschleunigen. Nachdem Alex Carey ins Spiel kam endete der Tag beim Stand von 339/5. Am zweiten Tag verlor Carey sein Wicket nach 22 Runs und nachdem Pat Cummins ins Spiel kam, schied auch Smith nach einem Century über 110 Runs aus 184 Bällen aus. Commins beendete dann das Innings ungeschlagen nach 2* Runs und baute so das Ergebnis nach dem ersten Innings auf 416 Runs aus. Beste englische Bowler waren Josh Tongue mit 3 Wickets für 98 Runs und Ollie Robinson mit 3 Wickets für 100 Runs. Für England begannen Zak Crawley und Ben Duckett. Crawley schied nach 48 Runs aus und der ihm folgende Ollie Pope erzielte 42 Runs. Nachdem Joe Root aufs Feld kam verlor Duckett nach einem Fifty über 98 Runs sein Wicket. Er wurde durch Harry Brook ersetzt und nachdem Root nach 10 Runs ausschied, beendete Brook mit Ben Stokes den Tag beim Stand von 278/4. In der letzten Session erlitt der australische Spin-Bowler Nathan Lyon eine Knöchelverletzung und war nur noch bedingt einsetzbar. Am dritten Tag verlor Stokes sein Wicket nach 18 Runs, während Brook ein Fifty über 50 Runs erzielte. Der hineingekommene Jonny Bairstow gelangen dann 16 Runs und Stuart Broad 12 Runs, bevor das Innings mit einem Rückstand von 91 endete. Bester australischer Bowler war Mitchell Starc mit 3 Wickets für 88 Runs. Für Australien begannen das zweite Innings Usman Khawaja und David Warner. Nachdem Warner nach 25 Runs ausschied erreichte Marnus Labuschagne 30 Runs. Daraufhin kam Smith ins Spiel und der Tag endete beim Stand von 130/2. Am vierten Tag schied Khawaja nach einem Fifty über 77 Runs aus und kurz darauf verlor Smith nach 34 Runs sein Wicket. Cameron Green und Alex Carey bildeten die nächste Partnerschaft. Green erreichte dabei 18 Runs und Carey 21 Runs. Die letzte Partnerschaft formten Mitchell Starc und Pat Cummins. Nachdem Cummins nach 11 Runs ausschied beendete Starc das Innings mit ungeschlagenen 15* Runs. Damit erhielt England eine Vorgabe von 371 Runs für ihr zweites Innings. Bester englischer Bowler war Stuart Broad mit 4 Wickets für 65 Runs. Für England konnte sich zunächst Eröffnungs-Batter Ben Duckett etablieren und fand mit dem vierten Schlagmann Joe Root einen partner. Root verlor nach 18 Runs sein Wicket und nachdem ben Stokes ins Spiel kam endete der Tag beim Stand von 114/4. Am fünften Tag schied Duckett nach einem Fifty über 83 Runs aus und an der Seite von Stokes erreichte Jonny Bairstow 10 Runs, bevor dieser nach einem umstrittenen Run-Out sein Wicket verlor. Mit dem hineinkommenden Stuart Broad konnte Stokes dann eine weitere Partnerschaft aufbauen, bevor Stokes dann nach einem Century über 155 Runs aus 214 Runs sein Wicket verlor. Broad erreichte 11 Runs, bevor Josh Tongue noch 19 Runs hinzufügen konnte, bevor er das letzte Wicket des Spiels verlor. Beste australische Bowler mit jeweils drei Wickets waren Pat Cummins (3/69), Mitchell Starc (3/79) und Josh Hazlewood (3/80). Als Spieler des Spiels wurde Steve Smith ausgezeichnet.

### Dritter Test in Leeds
| 6. – 9. Juli Scorecard | Leeds | Australien 263 (60.4) & 224 (67.1) | – | England 237 (52.3) & 254-7 (50) |
|                        |       | England gewinnt mit 3 Wickets      |   |                                 |

England gewann den Münzwurf und entschied sich als Feldmannschaft zu beginnen. Für Australien bildete Eröffnungs-Batter Usman Khawaja zusammen mit dem dritten Schlagmann Marnus Labuschagne eine Partnerschaft. Nachdem Khawaja nach 13 Runs ausschied wurde er durch Steve Smith ersetzt. Labuschagne verlor sein Wicket dann nach 21 und Smith nach 22 Runs. Daraufhin formten Travis Head und Mitchell Marsh eine Partnerschaft. Marsh erreichte dabei ein Century über 188 Runs aus 118 Bällen, während Head kurz darauf nach 39 Runs ausschied. Von den verbliebenen Battern konnte dann Todd Murphy noch 13 Runs erzielen, bevor er das letzte Wicket des Innings verlor. Beste englische Bowler waren Mark Wood mit 5 Wickets für 34 Runs und Chris Woakes mit 3 Wickets für 73 Runs. Für England bildete Eröffnungs-Batter Zak Crawley zusammen mit dem vierten Schlagmann Joe Root eine Partnerschaft. Crawley schied nach 33 Runs aus und Root beendete mit dem hineinkommenden Jonny Bairstow den Tag beim Stand von 68/3. Am zweiten Tag kam nachdem Root nach 19 Runs ausschied Ben Stokes ins Spiel. Bairstow verlor sein Wicket nach 12 Runs und ihm folgten Moeen Ali mit 21, Chris Woakes mit 10 und Mark Wood mit 24 Runs. Stokes verlor das letzte Wicket nach einem Fifty über 80 Runs, womit er den Vorsprung der australischen Mannschaft auf 26 Runs verkürzt hat. Bester australischer Bowler war Pat Cummins mit 6 Wickets für 91 Runs. Für Australien bildeten Eröffnungs-Batter Usman Khawaja und der dritte Schlagmann Marnus Labuschagne eine Partnerschaft Labuschagne schied nach 33 Runs aus und wurde gefolgt von Travis Head. Khawaja verlor sein Wicket nach 43 Runs und nachdem Mitchell Marsh ins Spiel kam endete der Tag beim Stand von 116/4. Am dritten Tag fielen die ersten beiden Sessions auf Grund von Regenfällen aus. Als dann doch das Spielen möglich war schied Marsh nach 28 Runs aus. An der Seite von Head erzielten dann Mitchell Starc 16 und Todd Murphy 11 Runs, bevor Head das letzte Wicket nach einem Fifty über 77 Runs verlor uns die Vorgabe für England auf 251 Runs festsetzte. Beste englische Bowler waren Stuart Broad mit 3 Wickets für 45 Runs und Chris Woakes mit 3 Wickets für 68 Runs. Für England etablierten sich die Eröffnungs-Batter Zak Crawley und Ben Duckett und beendeten den Tag ohne Verlust eines Wickets beim Stand von 27/0. Am vierten Tag schied Duckett nach 23 Runs aus und ihm folgte Joe Root. Crawley erreichte danach 44 Runs und wurde von Harry Brook ersetzt. An der Seite von Brook erreichte Ben Stokes 13 Runs, bevor er mit Chris Woakes einen weiteren partner fand. Brook schied dann nach einem Fifty über 75 Runs aus, bevor Woakes zusammen mit Mark Wood die Vorgabe einholte. Woakes erreichte dabei 32* Runs und Wood 16* Runs. Bester australischer Bowler war Mitchell Starc mit 5 Wickets für 78 Runs. Als Spieler des Spiels wurde Mark Wood ausgezeichnet.

### Vierter Test in Manchester
| 19. – 23. Juli Scorecard | Manchester | Australien 317 (90.2) & 214-5 (71) | – | England 592 (107.4) |
|                          |            | Remis                              |   |                     |

England gewann den Münzwurf und entschied sich als Feldmannschaft zu beginnen. Für Australien formte Eröffnungs-Batter David Warner zusammen mit dem dritten Schlagmann Marnus Labuschagne eine Partnerschaft. Warner erreichte 32 Runs und wurde gefolgt durch Steve Smith, dem 41 Runs gelangen. Für ihn kam Travis Head ins Spiel. Labuschagne erreichte ein Fifty über 51 Runs und kurz darauf verlor auch Head sein Wicket nach 48 Runs. Mitchell Marsh und Cameron Green konnten eine weitere Partnerschaft bilden. Green erreichte 16 und Marsh der kurz darauf ausschied ein Fifty über 51 Runs. Mit Alex Carey und Mitchell Starc gab es die nächste Partnerschaft. Carey schied nach 20 Runs aus und der Tag endete beim Stand von 299/8. Am zweiten Tag beendete Starc das Innings ungeschlagen mit 36* Runs und erhöhte so das Resultat auf 317 Runs. Bester englischer Bowler war Chris Woakes mit 5 Wickets für 62 Runs. Für England konnte sich Eröffnungs-Batter Zak Crawley etablieren. An seiner Seite erreichte Moeen Ali ein Fifty über 54 Runs und nachdem Joe Root hininkam, schied Crawley nach einem Century über 189 Runs aus 182 Bällen. Ihm folgte Harry Brook und nachdem Root nach einem Fifty über 84 Runs sein Wicket verlor kam Ben Stokes ins Spiel. Der Tag endete daraufhin beim Stand von 484/4. Am dritten Tag verlor Stokes nach 51 Runs sein Wicket und es kam Jonny Bairstow aufs Feld. Brook erzielte ein Half-Century über61 Runs und Bairstow beendete das Innings mit 99* Runs und verpasste damit nur knapp das Century. Der Vorsprung betrug damit nach dem ersten Innings 275 Runs. Bester australischer Bowler war Josh Hazlewood mit 5 Wickets für 126 Runs. Für Australien formten Usman Khawaja und David Warner die erste Partnerschaft. Khawaja schied nach 18 Runs aus, woraufhin sich Marnus Labuschagne etablierte. Warner konnte 28 Runs erzielen, woraufhin Smith ins Spiel kam und 17 Runs erreichte. Die nächste Partnerschaft konnte Labuschagne mit Mitchell Marsh bilden und der Tag endete beim Stand von 113/4. Der vierte Tag begann mit Regenfällen, so dass die erste Session ausfiel. Als dann das Spiel beginnen konnte verlor Labuschagne sein Wicket nach einem Century über 111 Runs aus 173 Bällen. Kurz darauf begannen wieder die Regenfälle und der Tag endete beim Stand von 214/5. Am fünften Tag war auf Grund von Regenfällen kein Spiel möglich. Marsh hatte 31* Runs und so endete das Spiel im Remis. Bester englischer Bowler war Mark Wood mit 3 Wickets für 27 Runs. Als Spieler des Spiels wurde Zac Crawley ausgezeichnet. Damit stellte Australien den gewinnt der Ashes sicher.

### Fünfter Test in London
| 27. – 31. Juli Scorecard | London (Oval) | England 283 (54.4) & 395 (81.5) | – | Australien 295 (103.1) & 334 (94.4) |
|                          |               | England gewinnt mit 49 Runs     |   |                                     |

Australien gewann den Münzwurf und entschied sich als Feldmannschaft zu beginnen. Für England bildeten die Eröffnungs-Batter Zak Crawley und Ben Duckett eine Partnerschaft. Durckett erreichte 41 Runs und kurz darauf schied auch Crawley nach 22 Runs aus. Daraufhin formten Moeen Ali und Harry Brook eine Partnerschaft. Ali verlor sein Wicket nach 34 Runs und Brook nach einem Fifty über 85 Runs. Gefolgt wurden sie durch Chris Woakes und Mark Wood. Wood erzielte 28 Runs und Woakes verlor dann das letzte Wicket des Innings nach 36 Runs. Bester australischer Bowler war Mitchell Starc mit 4 Wickets für 82 Runs. Für Australien begannen dann die Eröffnungs-Batter Usman Khawaja und David Warner. Warner schied nach 24 Runs aus und der Tag endete beim Stand von 61/1. Am zweiten Tag kam Steve Smith ins Spiel und Khawaja schied nach 47 Runs aus. An der Seite von Smith erreichte dann Mitchell Marsh 16 und Alex Carey 10 Runs. Daraufhin kam Pat Cummins aufs Feld und Smith verlor sein Wicket nach einem Fifty über 71 Runs. Todd Murphy konnte dann 34 Runs erreichen, bevor Cummins das letzte Wicket nach 36 Runs verlor. Damit endete der Tag und das Innings mit einem Vorsprung von 12 Runs. Bester englischer Bowler war Chris Woakes mit 3 Wickets für 61 Runs. Am dritten Tag eröffneten Zak Crawley und Ben Duckett das englische Innings. Duckett schied nach 42 Runs aus und wurde gefolgt durch ben Stokes. Nachdem Crawley sein Wicket nach einem Fifty über 73 Runs sein Wicket verlor, folgte ihm Joe Root aufs Feld. Stokes gelangen dann 42 Runs und nachdem Jonny Bairstow ins Spiel kam, schied Root nach einem Half-Century über 91 Runs aus. Ihm folgte Moeen Ali und nachdem Bairstow nach einem Fifty über 78 Runs ausschied verlor Ali sein Wicket nach 29 Runs. Der Tag endete dann beim Stand von 389/9. Am vierten Tag field dann auch das letzte Wicket und das Innings endete mit einer Vorgabe von 384 Runs für Australien. Für Australien begannen David Warner und Usman Khawaja. In der zweiten Sessions setzte dann Regen ein und der Tag endete ohne Verlust eines Wickets beim Stand von 135/0. Am fünften Tag schied Warner dann nach einem Fifty über 60 Runs aus und kurz darauf Khawaja nach 72 Runs. Der hineinkommende Marnus Labuschagne verlor sein Wicket nach 13 Runs, woraufhin Steve Smith und Travis Head eine Partnerschaft formten. Head erreichte dann 43, bevor Smith nach einem Fifty über 54 Runs ausschied. Von den verbliebenen Battern konnte sich dann noch Alex Carey etablieren, an dessen Seite Todd Murphy 18 Runs erreichte. Carey verlor dann sein Wicket nach 28 Runs, womit die Serie 2–2 unentschieden endete. Beste englische Bowler waren Chris Woakes mit 4 Wickets für 50 Runs und Moeen Ali mit 3 Wickets für 76 Runs. Als Spieler des Spiels wurde Chris Woakes ausgezeichnet.
Stuart Broad erklärte am dritten Tag, dass dies sein letztes professionelles Cricket-Spiel sein werde.

## Auszeichnungen

### Player of the Series
Als Player of the Series wurden der folgende Spieler ausgezeichnet.
| Serie | Player of the Series        |
| ----- | --------------------------- |
| Test  | Chris Woakes Mitchell Starc |

### Player of the Match
Als Player of the Match wurden die folgenden Spieler ausgezeichnet.
| Spiel   | Player of the Match |
| ------- | ------------------- |
| 1. Test | Usman Khawaja       |
| 2. Test | Steve Smith         |
| 3. Test | Mark Wood           |
| 4. Test | Zac Crawley         |
| 5. Test | Chris Woakes        |